# Tintesmühle
Tintesmühle (lb. Tëntesmillen, niem. Tentismühle) – mała miejscowość (lieu-dit) w północnym Luksemburgu, w kantonie Clervaux, w gminie Clervaux. Do 3 października 2015 miejscowość leżała w dystrykcie Diekirch, a do 5 grudnia 2011 należała do gminy Heinerscheid.